# 钱振常
钱振常（1825年—1899年），初名福宗，字竾仙。大清浙江省湖州府归安县人，道光进士錢振倫之弟。
吴越国王钱镠之后。钱香荫次子。生于道光五年（1825年），同治十年（1871年）进士。官吏部主事，光绪八年（1882年）辞官南归，曾为绍兴、扬州书院山长；蔡元培是他的學生。又寓居苏州，晚年精于考据。治小学，能究文字之变迁。不好名，文章所传者少。不滿康有为。卒于光绪二十四年（1898年）。
著有《樊南文集补编笺注》十二卷、《示朴斋骈体文》六卷、《示朴斋制义》四卷、《制艺卮言》八卷、《鲍参军集注》、《示朴斋骈体文胜》。有子钱恂、钱玄同。